# DiabetesDE – Deutsche Diabetes-Hilfe
Die gemeinnützige Organisation diabetesDE – Deutsche Diabetes-Hilfe ist eine Gesundheitsorganisation, die sich laut Satzung für die Interessen von Menschen mit Diabetes, deren Angehörige sowie Risikopatienten einsetzt. Die Organisation wurde auf Initiative der Deutschen Diabetes-Gesellschaft (DDG) und des Verbandes der Diabetes-Beratungs- und Schulungsberufe in Deutschland (VDBD) gegründet. Seit dem 8. Juni 2012 vertritt die Deutsche Diabetes-Hilfe – Menschen mit Diabetes (DDH-M) die Patientensäule in diabetesDE.
Als Vorbild des Vereins dienen die Diabetes-Organisationen in den USA (American Diabetes Association, ADA) und Großbritannien (diabetes UK).

## Geschichte
Der Verein wurde im Oktober 2008 durch die Deutsche Diabetes Gesellschaft (DDG) und den Verband der Diabetesberatungs- und Schulungsberufe (VDBD) gegründet. Gründungsgeschäftsführer war Dietrich Garlichs, derzeit liegt die Geschäftsführung bei Nicole Mattig-Fabian. Seit 2009 hat die Bundesgeschäftsstelle ihren Sitz in Berlin. Von dort aus werden die Aufgaben und Aktionen von diabetesDE koordiniert. Dazu zählen Aufklärung und Information über die Krankheit, ihre Folgen und einen gesunden Lebensstil ebenso wie die Entwicklung von Strategien für eine bessere Prävention, Früherkennung und Versorgung von Menschen mit Diabetes. So hat der Verein im Mai 2010 eine Demonstration vor dem Bundesgesundheitsministerium organisiert und im Juni 2010 mit einer Blutzuckermessaktion mit Eckart von Hirschhausen und Politikern auf die Krankheit aufmerksam gemacht. Seit 2009 ist die gemeinnützige Organisation Ausrichter der zentralen Veranstaltung zum jährlichen Weltdiabetestag in Deutschland.
Im Dezember 2010 initiierte der Verein den Zusammenschluss von neun deutschen gesundheitsorientierten Nichtregierungsorganisationen zur „Nationalen Allianz gegen nichtübertragbare Krankheiten“. Seit Oktober 2009 ist die Organisation Vollmitglied der „Internationale Diabetes Föderation“ (IDF). Im September 2011 war sie als einzige europäische Mitgliedsorganisation der IDF für den ersten UN-Gipfel gegen nichtübertragbare Krankheiten in New York akkreditiert. diabetesDE ist seit 2011 im Transparenzregister der Europäischen Kommission eingetragen.
Am 16. Mai 2012 hat der Verein im Rahmen einer Delegiertenversammlung in Stuttgart seinen Namen in diabetesDE – Deutsche Diabetes-Hilfe geändert.
Mit der Gründung einer selbstständigen bundesweiten Patientenorganisation Deutsche Diabetes-Hilfe – Menschen mit Diabetes (DDH-M) am 8. Juni 2012 hat der Verein seine bisherige Patientensäule verstärkt und institutionalisiert. DDH-M hat derzeit vier Landesverbände: Bremen, Nordrhein-Westfalen, Rheinland-Pfalz und Nord (Schleswig-Holstein, Hamburg, Mecklenburg-Vorpommern).

## Ziele und Forderungen
Neben einer grundsätzlich besseren Primärprävention, beispielsweise durch Kindergärten und Schulen, fordert der Verein die Einführung einer klaren Lebensmittelkennzeichnung. Gemeinsam mit anderen Organisationen setzt sich diabetesDE – Deutsche Diabetes-Hilfe für eine klare Kennzeichnung der Nährwertangaben auf Lebensmitteln ein.
Darüber hinaus setzt sich die Organisation für die Einführung eines nationalen Diabetes-Plans ein. Bislang haben 13 von 27 EU-Ländern einen solchen von Parlament oder Regierung Plan. Deutschland hat ihn noch nicht. Er sollte enthalten:
- die Umsetzung vorhandener Präventionsmaßnahmen;
- die Entwicklung verbesserter und individueller Präventionsprogramme;
- die Etablierung von Primärprävention im Kindesalter;
- die effektivere Behandlung von Diabetes;
- die Erforschung der Ursachen und die Therapie des Diabetes mellitus.

der Verein ist politisch aktiv, um bei Entscheidungsträgern die Interessen der Menschen mit Diabetes zu vertreten. Dazu gehören Kontakte mit Parlamentariern, zum Bundesgesundheitsministerium und zum Bundesverbraucherministerium.
der Verein vertritt Deutschland auch in der International Diabetes Federation (IDF).

### Mehnert-Medaille
Zu Ehren des Diabetologen Hellmut Mehnert stiftete die Fachgesellschaft im Jahr 2013 die Mehnert-Medaille. Mit der Auszeichnung werden Betroffene geehrt, die ein gutes Selbstmagamenent hinsichtlich ihrer Diabeteserkrankung betreiben. Die Mehnert-Medaille wurde erstmals am Weltdiabetestag des Jahres 2013 auf einer hierfür ausgerichteten Veranstaltung der Deutschen Diabetes-Hilfe verliehen.

## Organe der Gesellschaft
Organe des Vereins sind die Delegiertenversammlung und der Vorstand.
Die Delegierten setzen sich aus Betroffenen, Interessierten, Ärzten, Wissenschaftlern, Beratern und Behandlern zusammen. Sie treffen sich einmal im Jahr und werden für jeweils vier Jahre gewählt. Ihre Aufgabe ist unter anderem die Wahl und Kontrolle des Vorstandes, die Beschlussfassung über Anträge und die Erörterung der zukünftigen Strategie des Vereins.
Der Vorstand wird geleitet durch den Vorsitzenden Dr. Jens Kröger. Seine Stellvertreterin ist die Diabetesberaterin Diana Drossel.

## Veranstaltungen und Veröffentlichungen
Der Verein wirbt durch öffentliche Veranstaltungen für das eigene Anliegen, so beim Weltdiabetestag in Berlin am 14. November 2009, 2010 und 2011. Im November 2011 führte diabetesDE die erste jährliche Spendengala mit Verleihung des „Thomas-Fuchsberger-Preises“ in Berlin durch. Neben Verlautbarungen für die Presse gibt die gemeinnützige Organisation jährlich den Deutschen Gesundheitsbericht Diabetes heraus.